# サンミニ
らサンミニは、かつて存在した日本の女性アイドルグループ。プラチナム・パスポート所属、レーベルはユニバーサルDである。2013年11月にサンミニッツとして結成、2015年7月にサンミニへ改名した。2017年7月に解散。

## 概要
プラチナム所属の新人アイドルが接客する「秋葉原ヌードルカフェ」の開店3周年を記念してカフェで働くメンバーで結成された。
ヌードルカフェではカップ麺にお湯を注いでから出来上がるまでの3分間接客することに因み、グループ名はサンミニッツ（3min.）とし、楽曲は1曲3分、MCの時間も3分、初のワンマンライブも集客目標が333人というように3という数字にこだわった。楽曲はEDMをベースとしていた。

## 略歴
安田、逢月、久松、高鳥および渡邊の5名でサンミニッツを結成し、2013年11月30日に下北沢GARDENで行われた『サンミニッツお披露目ライブ』でステージデビュー。
2014年2月16日に高鳥が脱退、同月17日にAKIBAカルチャーズ劇場で行われた『paletワンマン公演』で南が加入した。
また、4月19日に六本木・V2 TOKYOで行われた『第1回 V2 GIRL POP 〜KICK OFF〜』をもって安田が脱退、5月25日に新宿RUIDO K4で行われた『アイドル甲子園〜LIVE×4〜』で柏元が加入と、メンバーの変動が続いた後、同年11月19日に5人体制でシングル「パノラマワールド」を発売した。
2015年1月25日にINAC神戸レオネッサの応援歌アーティストとしてファン感謝祭に出演、5月17日には応援歌CD「Road of VICTORY」を発売した。
7月18日に行われた『サンミニッツ 3！sun！サマーライブ』で喜多陽子が加入し、同時にグループ名をサンミニへ変更。
また、7月25日に行われた『PLATINUM SONIC 2015 vol.2』では渡邊がサンミニとpaletを兼任することが発表された。
2016年3月30日に6人体制でアルバム『A to Z』を発売。同4月2日に渋谷・ドクタージーカンズで行われた『サンミニ「A to Z」発売記念ワンマンライブ』をもって逢月が卒業、7月3日には渋谷CLUB CRAWLで行われた定期公演をもって渡邊と喜多が卒業した。
また、8月7日に行われた『TOKYO IDOL FESTIVAL 2016』で並木橋ハイスクールの生徒だった有沢が加入。
12月2日にはレーベルをユニバーサルミュージックに移して4人体制でシングル「F.A.M.E / Look at Me」を発売した。
2017年7月1日にTSUTAYA O-nestで行われたワンマンライブ『Thank You〜想いを込めて〜』をもって解散した。ステージには脱退したメンバーを含め7名が登場した。
また、10月18日には解散ライブで初披露した「Dream」を配信。
解散ライブから1年後の2018年7月1日に「Dream」のミュージックビデオを公開した。

### 前史
サンミニッツ結成直前の2013年10月6日に山田富士公園（横浜市）で行われた「北山田秋祭り」に出演するために一日限定のアイドルユニットPialy（ピアリー）が結成された。メンバーは逢月、愛甲りな、神沢有紗、高鳥、渡邊の5名で、そのうち逢月、高鳥、渡邊がサンミニッツのメンバーとなった。

## メンバー
| 名前                       | 生年月日（年齢）      | 出身地   | 担当色   | 備考                                                |
| -------------------------- | --------------------- | -------- | -------- | --------------------------------------------------- |
| 久松かおり ひさまつ かおり | 1995年5月1日（30歳）  | 兵庫県   | オレンジ | 結成 - 解散まで全活動期在籍 日テレジェニック2015    |
| 南彩夏 みなみ あやか       | 1994年6月30日（31歳） | 兵庫県   | 白       | 後にBrand-New Music（ケイダッシュ系列）へ移籍       |
| 柏元萌華 かしもと もえか   | 1997年5月15日（28歳） | 神奈川県 | 黄色     | 後にBYME→FariaClown                                 |
| 有沢来夢 ありさわ らいむ   | 1998年4月4日（27歳）  | 東京都   | 赤       | 元並木橋ハイスクール生徒→元FYT教育実習生 後にmalika |

### 旧メンバー
| 名前                   | 生年月日（年齢）       | 出身地   | 担当色 | 脱退      | 備考                         |
| ---------------------- | ---------------------- | -------- | ------ | --------- | ---------------------------- |
| 高鳥吏恵 たかとり りえ | 1996年4月23日（29歳）  |          | 水色   | 2014年2月 |                              |
| 安田唯 やすだ ゆい     | 1995年11月13日（29歳） | 東京都   | 紫     | 2014年4月 |                              |
| 逢月ひな あいづき ひな | 1994年11月24日（30歳） | 神奈川県 | ピンク | 2016年4月 |                              |
| 渡邊真由 わたなべ まゆ | 1997年9月12日（27歳）  | 神奈川県 | 赤     | 2016年7月 | 2015年7月からpaletと兼任     |
| 喜多陽子 きた ようこ   | 1993年1月17日（32歳）  | 大阪府   | 青     | 2016年7月 | ミスiD2014セミファイナリスト |

## 作品
順位はオリコン週間ランキング最高位。

### シングル
1. パノラマワールド（2014年11月19日、77位）
2. STYLE（2015年5月6日）
3. F.A.M.E/Look at Me（2016年12月2日、36位）

### アルバム
1. A to Z（2016年3月30日、34位）

### 配信シングル
1. Dream（2017年10月18日）

### オリジナル曲
| #  | タイトル           | 作詞         | 作曲                    | 振付     |
| -- | ------------------ | ------------ | ----------------------- | -------- |
| 1  | パノラマワールド   | 阿久津健太郎 | 阿久津健太郎            |          |
| 2  | Make a Fire        | 阿久津健太郎 | 阿久津健太郎            |          |
| 3  | Liquid Love        | 佐久間誠     | 佐久間誠                |          |
| 4  | STYLE              | 阿久津健太郎 | 小松一也                |          |
| 5  | Kiss Emotion       | 槙田紗子     | 阿久津健太郎            | 槙田紗子 |
| 6  | Lil' Love          | 阿久津健太郎 | 小松一也                |          |
| 7  | A to Z             | 阿久津健太郎 | 阿久津健太郎            | 槙田紗子 |
| 8  | BAD GAME           | 阿久津健太郎 | 阿久津健太郎            | 槙田紗子 |
| 9  | BOUNCE!!           | 阿久津健太郎 | 阿久津健太郎            |          |
| 10 | Song for you       | 阿久津健太郎 | 阿久津健太郎            |          |
| 11 | Grow into the star | 槙田紗子     | 阿久津健太郎            |          |
| 12 | F.A.M.E            | UCARY        | Daniel Kim              |          |
| 13 | Look at Me         | 當山みれい   | ユン・ウソク            |          |
| 14 | Dream              | サンミニ     | STEVEN LEE Simon Janlov | 槙田紗子 |
| 15 | EASY COME, EASY GO | 阿久津健太郎 | 阿久津健太郎            |          |
| 16 | Mystery Angel      | 槙田紗子     | 阿久津健太郎            | 槙田紗子 |
| 17 | Catch Me           | 阿久津健太郎 | 阿久津健太郎            |          |

### 応援歌CD
1. Road of VICTORY（2015年5月17日）- INAC神戸レオネッサ公式応援歌[21]

### タイアップ
- パノラマワールド - 日本テレビ『それゆけ!ゲームパンサー!』エンディングテーマ[22]

## ライブ
主なもの
- サンミニッツ一周年記念初ワンマンライブ（2014年11月23日、新宿ReNY）
- サンミニッツ 春の3番勝負!!! マンスリーワンマン×3（2015年）
  - 3月15日、渋谷GARNET／4月11日、渋谷cyclone／5月5日、初台DOORS
- ワンマンライブ『サンミニッツ 3! sun! サマーライブ』（2015年7月18日、shibuya eggman）
- サンミニ 2nd Anniversary One-man Live（2015年12月24日、原宿アストロホール）
- サンミニ「A to Z」発売記念ワンマンライブ（2016年4月2日、渋谷ドクタージーカンズ）
- サンミニ 新体制 初ライブ（2016年9月17日、渋谷・Club Asia）[23]
- サンミニ3周年ワンマンライブ（2016年11月30日、渋谷eggman）[24]
- サンミニ解散ワンマンライブ『Thank You〜想いを込めて〜』（2017年7月1日、渋谷TSUTAYA O-nest）

### 参加ライブ
- TOKYO IDOL FESTIVAL 2014（2014年8月2日・3日、お台場・青海周辺エリア）
  - TOKYO IDOL FESTIVAL 2015（2015年8月1日・2日）
  - TOKYO IDOL FESTIVAL 2016（2016年8月7日）

## 出演

### ラジオ
- GIRLS♥GIRLS♥GIRLS =flying high=『サンミニッツ★Magic』（2015年1月 - 3月、FM-FUJI）[25]